# Premio ALBA/Puffin al activismo en pro de los derechos humanos
El Premio ALBA/Puffin al activismo en pro de los derechos humanos (en inglés ALBA/Puffin Award for Human Rights Activism) es un reconocimiento anual al trabajo por los derechos humanos que otorgan los Archivos del Batallón Abraham Lincoln y la Puffin Foundation en los Estados Unidos. Fue establecido en 2011 en honor al Batallón Abraham Lincoln que se integraron a las Brigadas Internacionales en su lucha en la Guerra civil española.
Este premio otorga una de las cantidades más altas en un premio internacional de derechos humanos, 100 mil dólares estadounidenses, y un diploma en una ceremonia que se realiza en Nueva York.

## Personas u organizaciones galardonadas
- 2011 - Baltasar Garzón[5]
- 2012 - Kate Doyle, Fredy Peccerelli y el National Security Archive
- 2013 - United we dream
- 2014 - Bryan Stevenson
- 2015 - Asociación para la Recuperación de la Memoria Histórica
- 2016 - Lydia Cacho[6] y Jeremy Scahill
- 2017 - Proactiva Open Arms[2]